# Trigonometria

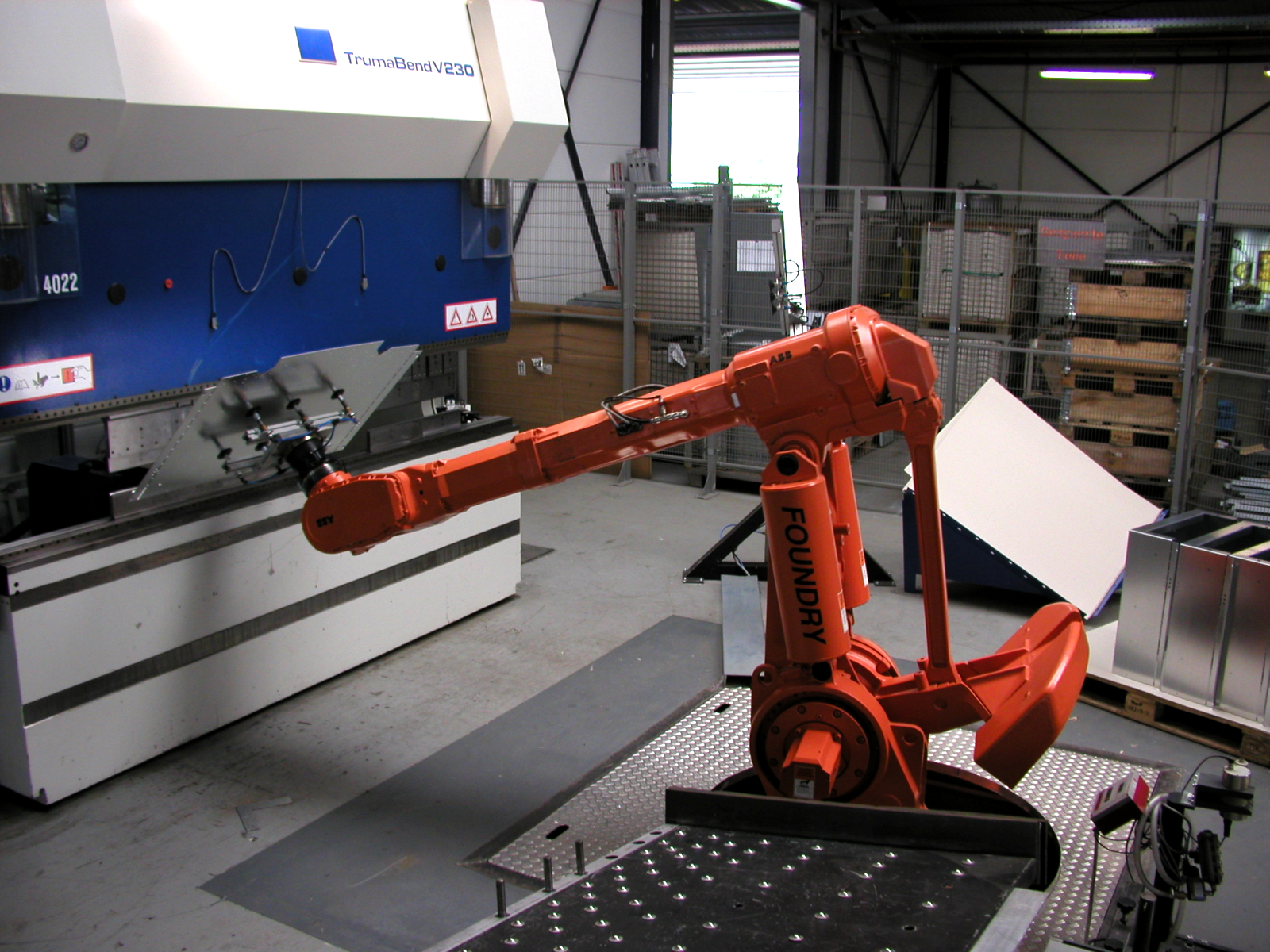
En un robot industrial de tipus antropomòrfic, com el de la figura, els motors controlen els angles relatius entre les barres. Cal aplicar la trigonometria per determinar els angles que ha d'assolir per tal que la mà del robot se situï en una posició donada.

La trigonometria (del grec: "la mesura de triangles") és una branca de les matemàtiques que tracta les relacions internes dels triangles. Té relació directa amb la geometria, sent una de les bases de la geometria analítica. Les magnituds essencials que s'utilitzen són la distància i l'angle.
Té moltes aplicacions: la tècnica de la triangulació s'usa en astronomia per a mesurar la distància a estels propers, en topografia per a fer mapes i en sistemes de navegació per satèl·lit.
La branca de la trigonometria anomenada trigonometria esfèrica estudia els triangles que es dibuixen sobre esferes.

## Història de la trigonometria

### Primeres tècniques de mesura de triangles
Els orígens de la trigonometria es retrotrauen a les civilitzacions de l'antic Egipte, de Mesopotàmia i de la vall de l'Indus, fa més de 4000 anys. Sembla que els babilonis van basar la trigonometria en un sistema numèric de base 60. Els astrònoms sumeris van estudiar la mesura dels angles, utilitzant una divisió de cercles en 360 graus. Lagadha (1350 aC; 1200 aC) va ser el primer matemàtic a fer servir la geometria i la trigonometria per a l'astronomia. La majoria dels seus treballs s'han destruït.
La primera utilització de sinus apareix en els sulba Sutras a l'Índia, entre 800 aC i 500 aC, on es calcula correctament el sinus de π/4 (45°) obtenint 1/sqrt(2) en un problema de construcció d'un cercle d'igual àrea que un quadrat donat (el contrari de la quadratura del cercle).

### Els astrònoms grecs i desenvolupament al món musulmà
Al segle III aC, matemàtics hel·lenístics com Euclides i Arquímedes van estudiar les propietats de les cordes i els angles inscrits en cercles, i van demostrar teoremes que són equivalents a les fórmules trigonomètriques modernes, tot i que les van presentar geomètricament més que no algebraicament. El matemàtic grec Hiparc de Nicea (190 aC; 120 aC) va construir les primeres taules trigonomètriques sota la forma de taules de cordes: feien correspondre a cada valor de l'angle en el centre, la longitud de la corda abastada per l'angle en la circumferència d'un radi fix donat. Aquest càlcul correspon al doble del sinus de l'angle meitat, i dona doncs, de certa manera, el que avui es diu una taula de sinus. Tanmateix, com que les taules d'Hiparc no han arribat fins a nosaltres, no són conegudes més que pel matemàtic egipci Claudi Ptolemeu, que les va publicar, en els anys 100, juntament amb les instruccions per construir-les al seu Almagest. Ptolemeu va utilitzar la longitud de la corda per definir les seves funcions trigonomètriques, una diferència menor de la convenció sinus que es fa servir en l'actualitat. (el valor que anomenem sin(θ) es pot trobar buscant la longitud de la corda per dues vegades l'angle d'interès (2θ) a la taula de Ptolemeu, i després dividint aquest valor per dos.) Van passar segles abans que es produïssin taules més detallades, i el tractat de Ptolemeu es va mantenir en ús per realitzar càlculs trigonomètrics en astronomia durant els següents 1.200 anys als mons medievals romà d'Orient, l'islàmic i, més tard, els mons d'Europa occidental. És així com serien les taules descobertes al final de l'edat mitjana per Georg von Purbach i el seu alumne Regiomontanus.
El matemàtic indi Aryabhata, en 499, dona una taula dels sinus i dels cosinus. Fa servir la paraula zya per a sinus, kotizya per a cosinus i otkram zya per la inversa del sinus. Introdueix també el versinus. Aquestes obres gregues i índies van ser traduïdes i ampliades per matemàtics islàmics medievals. L'any 830 d.C., el matemàtic persa Habash al-Hasib al-Marwazi va produir la primera taula de cotangents. Al segle x, en el treball del matemàtic persa Abū al-Wafā' al-Būzjānī, es van utilitzar les sis funcions trigonomètriques. Abu al-Wafa tenia taules de sinus en increments de 0,25 °, amb 8 decimals de precisió i taules precises de valors tangents. També va fer innovacions importants en trigonometria esfèrica.
Un altre matemàtic indi, Brahmagupta, en 628 fa servir la interpolació numèrica per calcular el valor dels sinus fins al segon ordre.
Omar Khayyam (1048-1131) combina la utilització de la trigonometria i la teoria de l'aproximació per subministrar mètodes de resolució d'equacions algebraiques a través de la geometria. El matemàtic Bhaskara II el 1150 escriu mètodes detallats de construccions de taules de sinus i cosinus per a tots els angles. Desenvolupa també la trigonometria esfèrica. Al segle xiii, Nassir-ad-Din at-Tussí, a partir dels resultats de Bhaskara, és probablement un dels primers a considerar la trigonometria com una disciplina diferent de les matemàtiques. Finalment, al segle xiv, al-Kaixí realitza taules de funcions trigonomètriques pels seus estudis en astronomia.

### A Europa: redescobriment de Ptolemeu
A Europa, la trigonometria es desenvolupa cap a mitjans del segle xiv amb la traducció al llatí de les obres de Ptolemeu. Els pioners en aquest àmbit són Georg von Purbach i sobretot el seu estudiant Regiomontanus. Segueixen al començament del segle xvi els tractats d'Oronce Finé, Pedro Nunes i Joachim Rheticus. El matemàtic silesià Bartholomeo Pitiscus publica un treball destacable sobre trigonometria el 1595, el títol del qual (Trigonometria) ha donat nom a la disciplina. És el matemàtic flamenc Adrien Romain qui va introduir la notació moderna {\displaystyle \sin \ \alpha }.

## Conceptes bàsics en trigonometria

### Angle

Un angle. La lletra θ indica el nom de l'angle (i la seva mesura), el petit arc al seu costat indica a quina de les dues regions del pla, que determinen les dues semirectes, correspon l'angle, s és l'arc traçar sobre la circumferència de radi r.

Un angle és la regió del pla limitada per dues semirectes d'origen comú. En el concepte d'angle, no importa ni l'origen ni l'orientació de les semirectes, per tant, es diu que dos angles són iguals, si amb una translació i una rotació es poden fer coincidir l'origen i les dues semirectes. Dues semirectes parteixen el pla en dues regions. Per tant, per determinar un angle cal indicar a quina de les dues regions correspon l'angle. Això es fa dibuixant un arc centrat en l'origen comú que va des d'una de les semirectes fins a l'altra passant per la regió que correspon a l'angle.

### Mesura d'angles
Els angles es mesuren basant-se en la magnitud de la rotació que cal aplicar a una de les semirectes perquè coincideixi amb l'altra. Hi ha dues maneres "naturals" per mesurar una rotació, una és la fracció d'una volta sencera que representa la rotació que s'està mesurant, i l'altre és mesurant la longitud de l'arc i dividir-la entre el radi.
Aquestes dues maneres, corresponen a les unitats més freqüentment utilitzades per a mesurar angles:
- El radian (també escrit radiant, símbol: rad), que és un angle central del qual mesura el mateix, el radi, que l'arc que l'acopsa. Un radiant= 180/π° que és més o menys uns 57,29577951°.
- El grau sexagesimal (símbol °) és l'altra unitat que normalment s'utilitza. És una 360a part d'una volta. I és igual a π/180 radiants que és més o menys uns 0,0174533 radiants.

La mesura d'angles fent servir radiants, simplifica les expressions de les identitats trigonomètriques i les equacions de la física, però, perquè estigui ben definida, cal demostrar primer que el resultat de mesurar un angle és independent del radi que es faci servir per a mesurar l'arc, altrament, el mateix angle donaria diferents mesures, depenent del radi de l'arc. Per demostrar aquesta independència, cal fer servir el teorema de Tales i aproximar l'arc per infinites cordes.
A més d'aquestes unitats n'hi ha d'altres:
- La volta (o revolució), correspon a una volta sencera, equival a 2π radians o 360 °. Es fa servir principalment en la mesura de velocitats angulars (voltes per minut o revolucions per minut).
- L'angle recte, correspon a un quart de volta, es fa servir en expressions com: la suma dels angles d'un triangle és igual a dos rectes. Equival a 90° o π/2 radians,
- El grau centesimal és la centèsima part d'un recte o la 400a part d'una volta.

La rotació que cal aplicar a una semirecta per tal que coincideixi amb l'altra com a màxim pot ser d'una volta. Per tant, tal com s'ha definit l'angle, només pot tenir una mesura entre 0 i 360°. En matemàtiques s'estén la definició d'angle per tal que tinguin sentit angles de més de 360° i menys de 0°, assimilant l'angle a la rotació, rotacions de més d'una volta corresponen a angles de més de 360°, i rotacions en sentit contrari del convingut corresponen a angles negatius.

### Triangles
Un triangle és una figura formada per tres línies que s'intersequen cada dues en un punt, formant tres angles. Si les línies són rectes el triangle és pla.
Els triangles es classifiquen segons la longitud dels seus costats en: equilàter (tots tres costats d'igual longitud), isòsceles (dos costats iguals) i escalens (tots tres costats diferents); o segons la mesura dels seus angles: rectangles (un angle recte), obtusangles (un angle obtús), o acutangles (tots tres angles aguts).
La importància dels triangles i de la trigonometria, ve de què qualsevol polígon es pot dividir en triangles i estudiant aquests triangles es pot estudiar el polígon, per exemple per a calcular l'àrea, distàncies entre vèrtex, valors d'angles, etc. En el cas de les superfícies limitades per línies corbes, també es poden estudiar aproximant-les per polígons de molts vèrtexs. El mètode d'exhaustió és un mètode per a calcular ares limitades per línies corbes a base d'exhaurir l'aproximació per polígons portant-la al límit d'infinits polígons.
La major part de la trigonometria descansa en la utilització de les funcions trigonomètriques, però hi ha molts casos en què es poden resoldre problemes referents a triangles aplicant una sèrie de teoremes que no necessiten la utilització de les funcions trigonomètriques:
- El primer teorema de Tales estableix que: si dos triangles són semblants (tenen tots els angles iguals) les longituds dels costats corresponents (un costat del primer triangle, es correspon amb un costat del segon si els angles oposats són iguals) mantenen una proporció constant. Això permet calcular les longituds dels altres costats d'un triangle si es coneix la longitud d'un dels costats i també es coneixen les longituds de tots els costats d'un altre triangle que sigui semblant a ell. Això també permet definir les funcions trigonomètriques a partir del triangle rectangle perquè assegura que el resultat serà independent de la mida del triangle rectangle que es faci servir.

- El segon teorema de Tales afirma que l'angle amb què els punts d'una circumferència veuen el diàmetre és de 90 ° (és un cas particular de larc capaç).

- El teorema de Pitàgores diu que en qualsevol triangle rectangle, el quadrat de la longitud de la hipotenusa és igual a la suma dels quadrats de les longituds dels catets. Això permet, pel cas de triangles rectangles, calcular la longitud d'un dels costats si es coneixen les longituds dels altres dos. En cas de triangles qualsevulla, de vegades es poden dividir en dos triangles rectangles i aplicar el teorema de Pitàgores.

- Altres teoremes útils pel càlcul de triangles que no fan servir directament funcions trigonomètriques són el teorema de l'altura i el teorema del catet.

## Funcions trigonomètriques

Les funcions trigonomètriques especifiquen les relacions entre els costats i els angles interiors d'un triangle rectangle.

Totes les funcions trigonomètriques d'un angle θ es poden construir geomètricament en termes de la circumferència goniomètrica.

Les funcions trigonomètriques es poden definir basant-se en un triangle rectangle qualsevol. A la següent taula es resumeixen les definicions de les sis funcions trigonomètriques més habituals sobre la base del triangle de la figura de la dreta.
| Angle | Sinus                          | Cosinus                        | Tangent                        | Cotangent                      | Secant                         | Cosecant                       |
| A     | {\displaystyle {\frac {a}{c}}} | {\displaystyle {\frac {b}{c}}} | {\displaystyle {\frac {a}{b}}} | {\displaystyle {\frac {b}{a}}} | {\displaystyle {\frac {c}{b}}} | {\displaystyle {\frac {c}{a}}} |
| B     | {\displaystyle {\frac {b}{c}}} | {\displaystyle {\frac {a}{c}}} | {\displaystyle {\frac {b}{a}}} | {\displaystyle {\frac {a}{b}}} | {\displaystyle {\frac {c}{a}}} | {\displaystyle {\frac {c}{b}}} |
| Recte | 1                              | 0                              | ∞                              | 0                              | ∞                              | 1                              |

A més d'aquestes funcions històricament també se n'han fet servir d'altres com la corda (geometria), el versinus, el semiversinus, l'exsecant i l'excosecant
El primer teorema de Tales assegura que el resultat obtingut serà independent de la mida del triangle escollit.
Les definicions basades en el triangle rectangle només permeten parlar amb propietat de les funcions trigonomètriques d'angles compresos entre 0° i 90°. Per estendre les funcions trigonomètriques a arguments de tot el conjunt dels nombres reals es poden definir basant-se en les longituds de segments traçats en la circumferència goniomètrica. A la figura de la dreta es poden veure les definicions de les funcions trigonomètriques habituals i de les històriques basant-se en la circumferència goniomètrica.
Les funcions trigonomètriques també es poden definir en funció de la funció exponencial amprant la fórmula d'Euler, això permet estendre els seus arguments al cos dels nombres complexos.

### Identitats trigonomètriques
Les identitats trigonomètriques són igualtats que impliquen funcions trigonomètriques i que són veritat per a qualsevol valor de les variables. Aquestes identitats són útils quan cal simplificar expressions en què intervenen funcions trigonomètriques. També són la base per a calcular els valors de les funcions trigonomètriques.
Exemples d'identitats trigonomètriques són:
| Nom de la identitat                               | Expressió |
| ------------------------------------------------- | --- |
| Identitat pitagòrica                              | {\displaystyle \sin ^{2}(x)+\cos ^{2}(x)=1\,} |
| Identitats de la suma i de la diferència d'angles | {\displaystyle {\begin{aligned}&\sin(\alpha +\beta )=\sin \alpha \cdot \cos \beta +\cos \alpha \cdot \sin \beta \\&\cos(\alpha +\beta )=\cos \alpha \cdot \cos \beta -\sin \alpha \cdot \sin \beta \\&\tan(\alpha +\beta )={\frac {\tan \alpha +\tan \beta }{1-\tan \alpha \cdot \tan \beta }}\\&\sin(\alpha -\beta )=\sin \alpha \cdot \cos \beta -\cos \alpha \cdot \sin \beta \\&\cos(\alpha -\beta )=\cos \alpha \cdot \cos \beta +\sin \alpha \cdot \sin \beta \\&\tan(\alpha -\beta )={\frac {\tan \alpha -\tan \beta }{1+\tan \alpha \cdot \tan \beta }}\\\end{aligned}}} |
| Identitats de l'angle doble                       | {\displaystyle {\begin{aligned}&\sin \left(2\alpha \right)=2\sin \left(\alpha \right)\cos \left(\alpha \right)\\&\cos \left(2\alpha \right)=\cos ^{2}\left(\alpha \right)-\sin ^{2}\left(\alpha \right)\\&\tan(2\alpha )={\frac {2\tan \alpha }{1-\tan ^{2}\alpha }}\\\end{aligned}}} |
| Identitats de l'angle meitat                      | {\displaystyle {\begin{aligned}&\sin {\frac {\alpha }{2}}=\pm \,{\sqrt {\frac {1-\cos \alpha }{2}}}\\&\cos {\frac {\alpha }{2}}=\pm \,{\sqrt {\frac {1+\cos \alpha }{2}}}\\&\tan {\frac {\alpha }{2}}=\pm \,{\sqrt {\frac {1-\cos \alpha }{1+\cos \alpha }}}\\\end{aligned}}} |

### Càlcul de les funcions trigonomètriques
A partir de le identitats trigonomètriques de l'angle meitat, de la suma i resta d'angles així com d'altres teoremes de trigonometria com el teorema de Ptolemeu, es poden trobar els valors de les funcions trigonomètriques per a determinats angles. Aquest valors es coneixen com a constants trigonomètriques exactes, en la taula següent es presenten els valors per als angles de 0°, 30°, 45°, 60° i 90°.
| Funció  | 0° {\displaystyle 0}                   | 30° {\displaystyle {\frac {\pi }{6}}}  | 45° {\displaystyle {\frac {\pi }{4}}}  | 60° {\displaystyle {\frac {\pi }{3}}}  | 90° {\displaystyle {\frac {\pi }{2}}}  |
| ------- | -------------------------------------- | -------------------------------------- | -------------------------------------- | -------------------------------------- | -------------------------------------- |
| Sinus   | {\displaystyle {\sqrt {\frac {0}{4}}}} | {\displaystyle {\sqrt {\frac {1}{4}}}} | {\displaystyle {\sqrt {\frac {2}{4}}}} | {\displaystyle {\sqrt {\frac {3}{4}}}} | {\displaystyle {\sqrt {\frac {4}{4}}}} |
| Cosinus | {\displaystyle {\sqrt {\frac {4}{4}}}} | {\displaystyle {\sqrt {\frac {3}{4}}}} | {\displaystyle {\sqrt {\frac {2}{4}}}} | {\displaystyle {\sqrt {\frac {1}{4}}}} | {\displaystyle {\sqrt {\frac {0}{4}}}} |
| Tangent | {\displaystyle {\sqrt {\frac {0}{4}}}} | {\displaystyle {\sqrt {\frac {1}{3}}}} | {\displaystyle {\sqrt {\frac {2}{2}}}} | {\displaystyle {\sqrt {\frac {3}{1}}}} | {\displaystyle {\sqrt {\frac {4}{0}}}} |

Les expressions s‘han posat sense simplificar perquè així és més fàcil memoritzar-les.
La quantitat d'angles pels quals es poden trobar els valors exactes de les seves funcions trigonomètriques és infinit però numerable, per trobar els valors aproximats de les funcions trigonomètriques d'angles qualsevulla, es fan aproximacions emprant algorismes com els que s'expliquen a l'article Construcció de les taules trigonomètriques.

### Inverses de les funcions trigonomètriques
Les funcions trigonomètriques són periòdiques i, per tant, no injectives, així, estrictament parlant, no tenen funció inversa. Per a definir una funció inversa cal restringir el domini de forma que les funcions trigonomètriques siguin bijectives.
les funcions arcsinus,arccosinus i arctangent. Donen l'angle que ha produït el resultat de les funcions sinus, cosinus i tangent.
- {\displaystyle \sin 30=0.5\Rightarrow \arcsin 0.5=30}
- {\displaystyle \cos 30=0.866\Rightarrow \arccos 0.866=30}
- {\displaystyle \tan 30=0.577\Rightarrow \arctan 0.577=30}

A les calculadores científiques existeix una mica d'embolic a l'hora de ficar aquestes funcions. Les funcions sec, csc i cot es calculen polsant [sin][x-1], [cos][x-1] i [tan][x-1] respectivament. Les funcions arcsin, arccos i arctan es calculen polsant les tecles [sin-1], [cos-1] i [tan-1], que no s'han de confondre amb les anteriors.

## Relacions aplicades a qualsevol triangle
Les funcions del triangle rectangle, es poden utilitzar per trobar relacions a qualsevol triangle. Si anomenem a,b i c els costats d'un triangle, i {\displaystyle \alpha }, {\displaystyle \beta } i {\displaystyle \gamma } els angles oposats a aquests costats, existeixen els següents teoremes:

### Suma dels angles d'un triangle

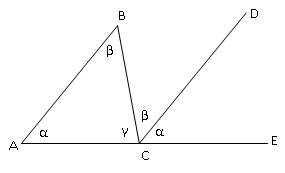
Per demostrar que la suma dels angles d'un triangle és igual a 180 °, es perllonga la base i es traça una paral·lela al costat AB.

En la Proposició 32 del Llibre I dels Elements d'Euclides es demostra que la suma dels tres angles de qualsevol triangle és igual a dos rectes:
| « | Proposició 32. En qualsevol triangle, si un dels costats s'allarga, aleshores l'angle exterior és igual a la suma dels angles interiors i oposats, i la suma dels tres angles del triangle és de dos angles rectes. | » |

http://www.euclides.org/menu/elements_cat/01/proposicionsllibre1.htm#Proposici%F3%2027 Arxivat 2011-07-09 a Wayback Machine.

{\displaystyle \alpha +\beta +\gamma =180^{\circ }=\pi ~{\mbox{radiants}}\ }
Euclides ho demostra traçant un triangle com el de la figura de la dreta, llavors perllonga la base i traça una paral·lela al costat AB. Aplicant els resultats de les proposicions sobre angles de rectes que es tallen, l'angle BCD és igual a l'angle ABC i l'angle DCE és igual a l'angle BAC, per tant la suma de ACB + BCD + DCE (que és igual a l'angle pla ACE, és a dir dos rectes) també és igual a BAC + ABC + BCA que són els tres angles del triangle.

### Teorema del sinus

Un triangle

Si els costats d'un triangle són a, b i c i els angles oposats a aquests costats són {\displaystyle \alpha ,\beta ,\gamma \ }, llavors el teorema del sinus afirma:
{\displaystyle {\frac {a}{\sin \alpha }}={\frac {b}{\sin \beta }}={\frac {c}{\sin \gamma }}}

### Teorema del cosinus
Referit al mateix triangle anterior, el teorema del cosinus afirma:
{\displaystyle a^{2}=b^{2}+c^{2}-2\,b\,c\,\cos(\alpha )\ }
{\displaystyle b^{2}=a^{2}+c^{2}-2\,a\,c\,\cos(\beta )\ }
{\displaystyle c^{2}=a^{2}+b^{2}-2\,a\,b\,\cos(\gamma )\ }

### Teorema de la tangent
Referit al mateix triangle anterior, el teorema de la tangent afirma:
{\displaystyle {\frac {a-b}{a+b}}={\frac {\tan[{\frac {1}{2}}(\alpha -\beta )]}{\tan[{\frac {1}{2}}(\alpha +\beta )]}}}

## Trigonometria esfèrica
La trigonometria esfèrica estén els conceptes de la trigonometria plana, a base de dibuixar els elements sobre una esfera. Les rectes passen a ser substituïdes per arcs de cercles màxims., les distàncies es mesuren sobre aquests arcs i els angles són els que formen les tangents als arcs.
Les regles habituals de la trigonometria plana ja no seran vàlides; per exemple la suma dels angles d'un triangle situat sobre una esfera és superior a {\displaystyle \pi \,}.
La resolució d'un triangle en trigonometria esfèrica (geometria no euclidiana) és lleugerament diferent del cas euclidià, ja que el teorema del sinus no permet obtenir un costat de manera unívoca - de manera única el seu sinus. A més, un triangle esfèric del qual es coneixen els tres angles és soluble, contràriament a un triangle del pla euclidià i la solució és única.
Les fórmules utilitzades per resoldre un triangle esfèric són :
- les generalitzacions del teorema del cosinus (variants basades en els angles i en els costats) ;
- el teorema de l'Huilier ;
- les analogies de Napier ;
- la suma dels angles d'un triangle val π més l'excés E (=S/R²).

Vegeu: Resolució de triangles en geometria esfèrica.

## Aplicacions de la trigonometria

Determinació de l'altura d'una muntanya per triangulació

Hi ha gran quantitat d'aplicacions de la trigonometria i de les funcions trigonomètriques. Per exemple la tècnica de la triangulació es fa servir en astronomia per a mesurar la distància a estrelles properes, en geografia per a mesurar la distància entre fites geogràfiques, i en sistemes de navegació per satèl·lit com el GPS.

Determinació de la distància d'un vaixell a la costa per triangulació

Per exemple, per determinar la distància d'un vaixell a la costa o l'alçada d'una muntanya. Les dades que es presenten a les figures dos angles i el costat comú a tots dos, es poden mesurar, sense haver d'arribar fins al vaixell o pujar al cim de la muntanya. Llavors, es troba el tercer angle sabent que tots tres sumen 180 °, s'aplica el teorema del sinus per trobar un dels costats desconeguts i es multiplica pel sinus de l'angle adjacent el costat calculat per a trobar la distància perpendicular a la base. El resultat final en tots dos casos és: 
{\displaystyle h={\frac {\sin \alpha \,\sin \beta }{\sin(\alpha +\beta )}}\,l}
{\displaystyle d={\frac {\sin \alpha \,\sin \beta }{\sin(\alpha +\beta )}}\,l}

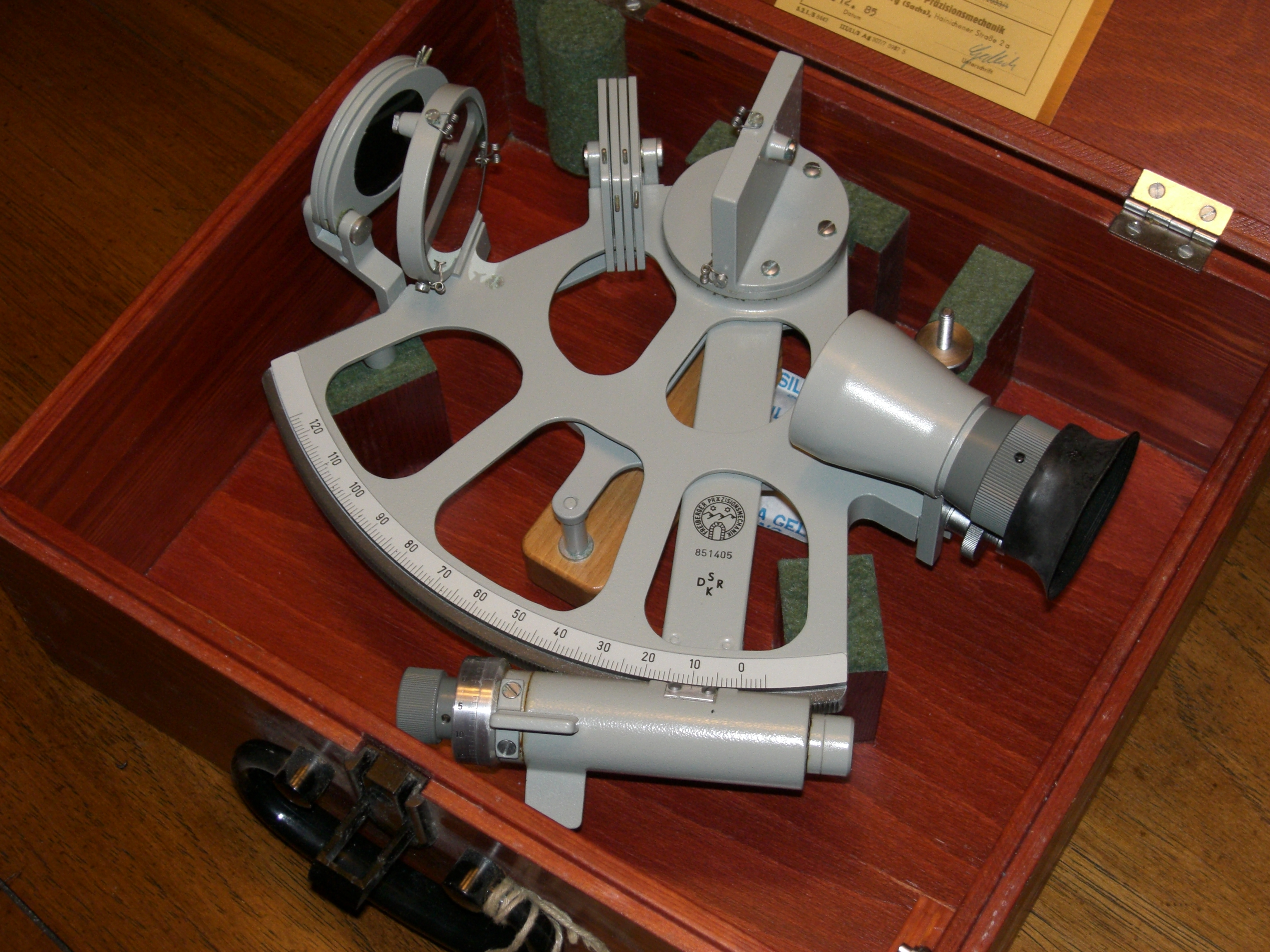
Sextants com aquest es fan servir per a mesurar l'angle del sol o de les estrelles respecte de l'horitzó. Llavors, emprant trigonometria i un cronòmetre, es pot determinar la posició del vaixell.

Les funcions sinus i cosinus són fonamentals en la teoria de les funcions periòdiques com ara les que descriuen les ones del so i de la llum, per això la trigonometria també troba aplicació en altres terrenys com ara teoria musical, acústica, òptica, electrònica, ultrasons, enginyeria elèctrica i fonètica.
Moltes disciplines científiques tenen una forta relació amb l'espai i les distàncies i, per tant, amb la geometria. En totes elles s'aplica a bastament la trigonometria. Per exemple en diagnosi per la imatge, meteorologia, oceanografia, ciències físiques, arquitectura, enginyeria mecànica i informàtica gràfica.
L'estreta relació entre les funcions trigonomètriques i les funcions exponencials fan que la trigonometria també trobi aplicació en altres àmbits allunyats de la geometria com ara en anàlisi dels mercats financers, teoria de la probabilitat, estadística, biologia, teoria de nombres i criptografia.

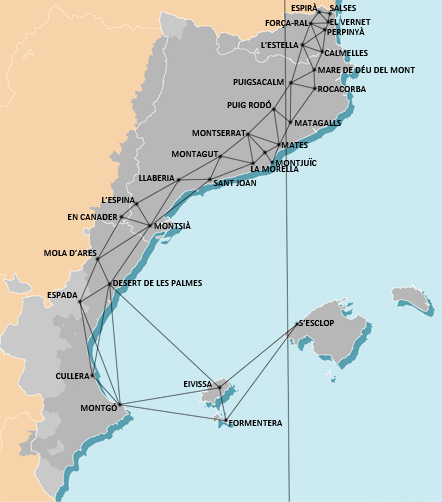
Triangulació dels Països Catalans, el triangle base està a Salses on es mesura una distància amb alta precisió, llavors pel mètode de la triangulació es troben totes les altres distàncies mesurant únicament els angles. La línia que va de nord a sud correspon el meridià de París sobre la base de la longitud del qual es va definir el metre.

Una aplicació històrica notable de la trigonometria va ser per la mesura precisa de la terra per tal de definir el metre com la deumilionèsima part del quadrant del meridià. Aplicant sistemàticament la trigonometria es va fer la triangulació dels Països Catalans que es reprodueix a la figura de l'esquerra. La part que va des de Salses fins a Barcelona la va fer el científic francès Pierre Méchain i la part que va des de Barcelona fins a Mallorca la va començar Méchain juntament amb el científic català Francesc Aragó i la va acabar aquest últim, en morir Méchain a Castelló de la Plana sense haver pogut acabar els treballs. Aquesta part juntament amb la part francesa va servir per mesurar el meridià de París i aquesta mesura és la que es va fer servir per definir el metre. El triangle base està a Salses on es mesura una distància amb alta precisió, llavors es troben totes les altres distàncies mesurant únicament els angles i aplicant el teorema del sinus, per reduir al mínim els errors es mesuren els tres angles de cada triangle i si no sumen 180° s'apliquen correccions.